# Ернст Хуфшмид (фудбалер)
Ернст Хуфшмид (Базел, 4. фебруар 1913. — Базел, 30. новембар 2001.) био је швајцарски фудбалер који је играо за Базел и Бил-Бијен. Такође је играо за Швајцарску на Светском првенству у фудбалу 1934. године. Играо је углавном на позицији везног играча, али у каснијој каријери и као дефанзивац.

## Каријера
Хуфшмид је одиграо укупно 402 утакмице за Базел између 1929. и 1950. године. У том периоду је постигао 83 гола. 268 од ових утакмица било је у националној лиги, 53 у Швајцарском купу и 91 пријатељска утакмица. Постигао је 51 гол у домаћој лиги, 11 у Швајцарском купу, а преосталих 22 је постигао у пријатељским утакмицама. Играо је шест месеци за Бјел-Бјен у 11 утакмица и постигао један гол.
Једна занимљивост која је забележена у вези са Швајцарским купом била је реприза другог кола у гостима против Лугана 22. новембра 1931. године. Расположење међу 3.000 гледалаца било је узаврело чак и пре почетка утакмице. То је зато што је након нерешеног резултата 3 : 3 у првој утакмици локална штампа ширила je најневероватније гласине. Тада је Алфред Шлехт из Базела постигао победоносни гол рано, непуних два минута након почетка утакмице. Међутим, непосредно пре краја утакмице, судија Ханс Витрих није досудио пенал након наводног играња руком играча Базела. Судија је убрзо након тога завршио утакмицу победом Базела, а расположење је било још горе. После утакмице дошло је до нереда међу гледаоцима који нису били задовољни суђењем. Камење је бацано на судију и играче, а прозори свлачионица су разбијени. Прошло је око осам сати пре него што су се ствари довољно смириле да би полиција могла да доведе и судију и цео тим Базела на сигурно, бродом преко језера Лугано. Према извештајима у клупским хроникама, поприличан број играча је повређен. Јозеф Ремај је имао крварење у глави, Херман Ендерлин је имао рупу изнад ока, а повређени су и Леополд Килхолц и голман Паул Блумер. Хуфшмид је прошао неповређен. Лугано је санкционисан и морао је да игра своје следеће домаће утакмице најмање 100 километара од свог домаћег терена.
У сезони 1932–33, Базел се пласирао у финале Швајцарског купа захваљујући победи од 5 : 3 у полуфиналу, у којем је Хуфшмид постигао први гол, против Лозане. Хуфшмид је играо у финалу, које је одиграно на Хартурму у Цириху против Грасхопера. Базел је победио у финалу резултатом 4 : 3 и ово је била прва титула у историји клуба.
Након што је испао у Прву лигу (други ранг швајцарског фудбала) у сезони 1938–39, током сезоне 1941–42 Базел је остварио пласман у националну лигу победом над Берном у плеј-офу. Хуфшмид и Базел су се по други пут квалификовали за финале Швајцарског купа. Ово је одиграно 6. априла 1942. на стадиону Ванкдорф против Грасхопера из националне лиге. Финале је завршено без голова после продужетака и реванш је био потребан. Реванш је био 25. маја, поново на стадиону Ванкдорф. Базел је водио до полувремена захваљујући головима Фрица Шмидлина, али два гола Грубенмана и трећи гол Нојкома донели су Грасхоперсима победу од 3 : 2.
Након играчке каријере, бивши аустријски репрезентативац Антон Шал, који је патио од ретке срчане болести, преселио се у Швајцарску и преузео Базел као тренер клуба за сезону 1946–47. Базел се пласирао у финале Купа, које је одиграно на стадиону Нојфелд у Берну 7. априла 1947. године. Базел је победио Лозану у финалу са 3 : 0 и тако освојио своју другу титулу у купу. Шал је предводио Базел до освајања Купа, али је убрзо након тога преминуо у 40. години током тренинга на фудбалском терену. Након овог несрећног догађаја, капитен Хуфшмид је преузео улогу играча/тренера и након играчке каријере остао је тренер тима до 1952. године. Касније је водио Нордстерн Базел и Брајтенбах.

## Репрезентација
Хуфшмид је одиграо 11 утакмица за швајцарску фудбалску репрезентацију. Његов деби је био 19. јуна 1932. године, када је Швајцарска победила Мађарску резултатом 3 : 1.
Свој једини гол за швајцарски тим постигао је 29. октобра 1933. године у нерешеном резултату 2 : 2 са Румунијом током квалификационе утакмице за Светско првенство у фудбалу 1934. године. Хуфшмид је одиграо обе утакмице на Светском првенству 1934. године.
Његова последња утакмица за швајцарску репрезентацију одиграна је 4. новембра 1934. године, када су победили у пријатељском мечу против Холандије резултатом 4 : 2.

## Трофеји

### Базел
- Освајач Швајцарског купа : 1932–33 као играч, 1946–47 као тренер
- Вицешампион Швајцарског купа: 1941–42 као играч

## Спољaшње везе
- Профил на FIFA.com